# Trizogeniates vittatus
Trizogeniates vittatus är en skalbaggsart som beskrevs av Lucas 1857. Trizogeniates vittatus ingår i släktet Trizogeniates och familjen Rutelidae. Inga underarter finns listade i Catalogue of Life.